# Koháry
I Koháry erano una famiglia aristocratica ungherese con sede a Csábrág e Szitnya, ora Čabraď e Sitno in Slovacchia. I Koháry appartenevano ai magnati d'Ungheria.

## Storia
Nel 1815, al capo della casa, l'allora cancelliere imperiale Ferenc József (1760-1826), è stato dato un titolo principesco austriaco. Dal suo matrimonio con Maria Antonia, contessa di Waldstein-Wartenberg nacque solo una figlia femmina di nome Maria Antonia (1797-1862). Maria Antonia fu proclamata erede del nome (fíúsított) ed in seguito il marito Ferdinando, principe di Sassonia-Coburgo-Gotha adottò il nome di Sassonia-Coburgo-Gotha-Kohary. Un certo numero di monarchi del XX secolo del Portogallo (estinti in linea maschile nel 1932) e di Bulgaria (rappresentativi dal 2010) erano membri del seguente Casato di Sassonia-Coburgo-Gotha-Kohary.